# 凱爾伯巴赫河 (韋爾瑟河支流)
51°46′24″N 7°52′20″E / 51.773276°N 7.872247°E
凱爾伯巴赫河（德語：Kälberbach），是德國的河流，位於該國西部，處於北萊茵-威斯特法倫州，屬於韋爾瑟河的左支流，河道全長7.2公里，流域面積20.2平方公里，發源自阿倫以西。